# Dendrocolaptes
A Dendrocolaptes a madarak (Aves) osztályának verébalakúak (Passeriformes) rendjébe, valamint a fazekasmadár-félék (Furnariidae) családjába és a fahágóformák (Dendrocolaptinae) alcsaládjába tartozó nem.

## Rendszerezésük
A nemet Johann Hermann francia természettudós írta le 1804-ben, jelenleg az alábbi fajok tartoznak ide.
- tigrisfahágó (Dendrocolaptes sanctithomae)
- sávozott fahágó (Dendrocolaptes certhia)
- Dendrocolaptes platyrostris
- Dendrocolaptes picumnus
- Dendrocolaptes hoffmannsi

## Előfordulásuk
Mexikótól, Közép-Amerikán keresztül, Dél-Amerikáig honosak.

## Megjelenésük
Átlagos testhosszuk 27-31 centiméter közötti.